# Terencije
Publije Terencije Afer (lat. Publius Terentius Afer; Afer znači "Afrikanac") bio je rimski komediograf. Datum i mjesto rođenja su nepoznati (moguće mjesto rođenja je Kartaga, možda oko 184. ili 194. pr. Kr.). Komadi su mu počeli igrati oko 170. – 160. pr. Kr. Umro je mlad, s 25 (prema Svetonijevim tvrdnjama s 35) godina, 159. pr. Kr. (Grčka?). 
Napisao je šest drama koje su sve sačuvane.  Usporedbe radi, od Terencijeva kolege Plauta sačuvana je 21 drama, a znamo za naslove stotinjak njih.
Jedna od Terencijevih poznatih citata glasi: "Homo sum, humani nihil a me alienum puto", ili "Ja sam čovjek, ništa što je ljudsko strano meni nije.", može se naći u komadu Heauton Timorumenos ili Samomučitelj.

## Životopis
Terencije je bio sin bogate obitelji iz Kartage koja je bankrotirala i bio je prodan kao rob Terenciju, rimskom senatoru, koji ga je obrazovao i kasnije, impresioniran Terencijevim sposobnostima, oslobodio ga. Kao znak poštovanja Terencije je prihvatio ime patrona.  
S 25 godina Terencije je napustio Rim i nikada se nije vratio. Neki antički izvori daju osnove nagađanjima da je umro na moru.

## Djela
Terencjevih šest drama:
- Adelphoe (Braća), 160. pr. Kr.
- Andria (Djevojka iz Androsa), 166. pr. Kr.
- Eunuchus (Eunuh), 161. pr. Kr.
- Heauton Timorumenos (Samomučitelj), 163. pr. Kr.
- Hecyra (Svekrva), 165. pr. Kr.
- Phormio, 161. pr. Kr.

Terencijeve drame su iznimno duhovite, i dobro prikladne za čitanje kod modernih čitača, čak i bez podloge u klasičnoj kulturi.

## Recepcija
Prva tiskana izdanja Terencija pojavile su se u Strasbourgu 1470. Prva izvedba jedne od Terencijevih drama nakon antike (Andria) bila je u Firenci 1476.

## Glazba
Glazbena fraza za jedan stih Terencijeve komedije Hecyra (glazba je pripisivana Terencijevu suradniku Flaku) jest sve što je ostalo od antičke rimske glazbe.  Autentičnost ove fraze u novije je vrijeme, međutim, osporena.[nedostaje izvor]

## Poveznice
- Plaut
- Rimska književnost

## Dodatne reference
- Svih šest Terencijeve drama iz The Latin Library (na latinskom)
- Andria iz The Perseus Digital Library  (engl.)
- Hecyra iz The Perseus Digital Library (engl.)
- Heautontimorumenos iz The Perseus Digital Library (engl.)
- Eunuch iz The Perseus Digital Library (engl.)
- Phormio iz The Perseus Digital Library (engl.)
- Adelphoe iz The Perseus Digital Library (engl.)
- Terencijeva djela: tekst, konkordacije i lista učestalosti (engl.)